# Saari (Audru)
Saari est un village de la Commune de Audru dans le Comté de Pärnu en Estonie.
Le village avait 28 habitants en 2011.